# 경제학자

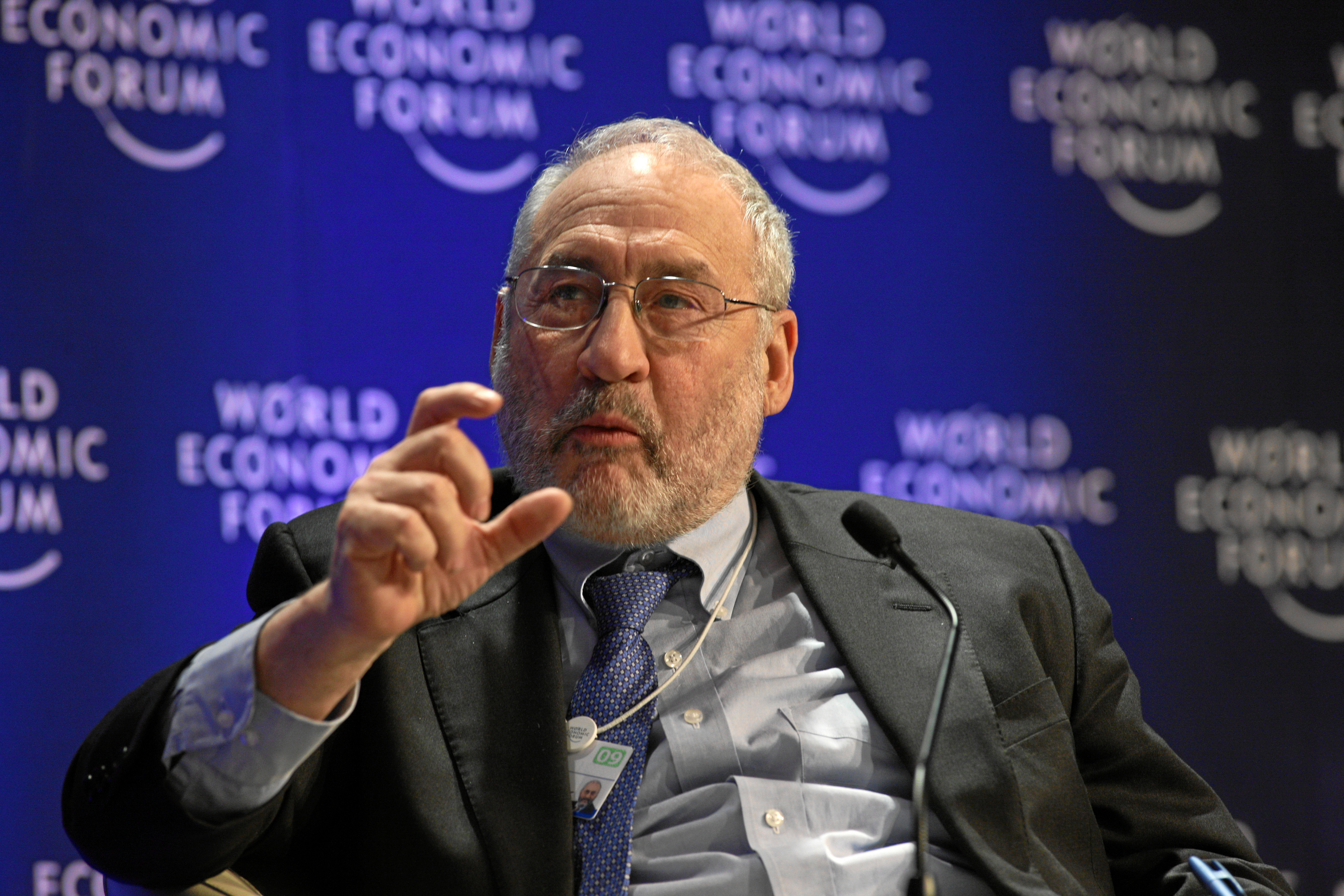
조지프 스티글리츠 - 2009년 세계경제포럼회의.

경제학자(經濟學者, 영어: economist)는 경제학을 연구하는 학자를 말한다. 주로 사회에서 일어나는 경제현상을 분석하고 연구하며, 수학과 통계 등의 방법을 사용하여 일관된 경제법칙을 발견하고 정립하며 경제적인 현상이 일어나는 이유를 설명한다. 경제학 분야는 광범위한 철학적 이론부터 특정한 시장과 거시경제학적 분석, 미시경제학적 분석 또는 제무제표 분석 등 상세한 항목에 대한 집중적인 연구까지 다양한 하위 영역을 다루며, 계량경제학과 통계학, 컴퓨터경제학 모델, 금융경제학, 수리 금융, 수리경제학과 같은 분석 방법과 도구를 사용한다.

## 저명한 경제학자
흔히 근대 경제학의 아버지로 불리는 스미스가 있으며, 국제무역에 있어서 비교우위의 개념을 창시한 리카도 등이 있다. 19세기 말에 공산주의의 이념을 제시한 마르크스, 대공황시절에 경제학의 새로운 이념을 제시한 케인스, 신자유주의를 주장한 하이에크 등이 유명하다.

## 같이 보기
- 경제학자의 목록
- 노벨 경제학상